# Sally Dark Rides
Sally Dark Rides (anciennement Sally corporation) est une entreprise américaine implantée à Jacksonville, en Floride. Elle fabrique des décors et des animatronics entre autres pour les parcs d'attractions. 

## Histoire

Logo de Sally Corporation

En 1977, le jeune John Rob Holland, encore étudiant en fac dentaire à l'époque, fait de sa passion pour les Animatroniques son métier. Il crée avec deux amis (John Wood et ? ) leur premier personnage animé qu'ils nomment « Sally ». 
Ils vont ainsi travailler tous les trois pour des restaurants, des musées, des centres commerciaux et des parcs d'attractions. 
En 1986, Sally Corporation présente un projet révolutionnaire dans le monde des parcours scéniques, ils intègrent à ce type d'attraction l'aspect interactif du jeu de tir. Pour leur projet de présentation, ils utilisent le thème d'SOS Fantômes. Tous les véhicules sont munis de pistolets laser qui font réagir les décors et les animatroniques. Ce n'est pourtant qu'en 1995 qu'un parc se lancera dans l'aventure de l'interactivité aux côtés de Sally Corporation avec Great Pistolero Roundup à Dooco Land (parc de Corée du Sud). Cette attraction recevra le prix IAAPA de la meilleure nouvelle production.
Après avoir vendu plusieurs variantes de cette attraction, il va être donné à Sally Corporation la mission de concevoir un parcours scénique interactif haut de gamme pour le parc espagnol Terra Mítica. En 2000, Labyrinth of the Minotaure ouvre ses portes. C'est l'une des grandes réalisations de la compagnie composée de 76 animatroniques, plusieurs centaines de cibles et surtout un système de transport permettant deux parcours différents selon le nombre de points accumulés durant la première partie du parcours.
Auparavant, John Rob Holland avait quitté l'entreprise pour reprendre sa carrière de dentiste.

## Réalisations

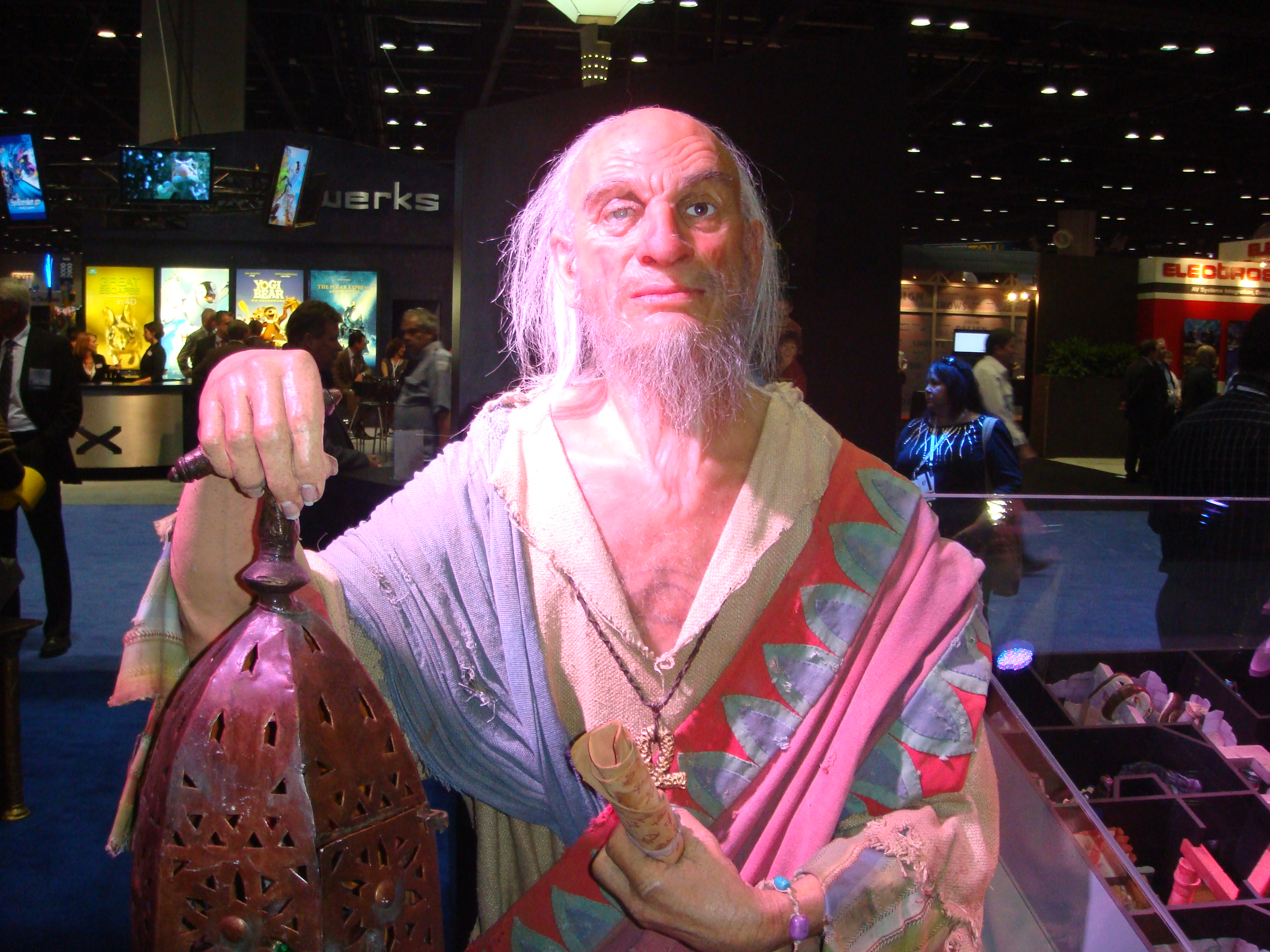
Le prophète Nazeer de l'attraction Challenge of Tutankhamon, en exposition sur le stand de Sally Corporation durant le IAAPA 2011.

### Parcours scénique
| Nom                                       | Parc | Pays                                | Type                         | Date                                    |
| ----------------------------------------- | --- | ----------------------------------- | ---------------------------- | --------------------------------------- |
| Around the World in 80 Days               | Alton Towers | Royaume-Uni                         | Réhabilitation               | 1981-1993                               |
| Boo Blasters on Boo Hill                  | Canada's Wonderland Carowinds Kings Dominion Kings Island                                                                                                   | Canada États-Unis                   | Parcours scénique interactif | 2010                                    |
| Challenge of Tutankhamon                  | Walibi Belgium | Belgique                            | Parcours scénique interactif | 2003                                    |
| Den of Lost Thieves                       | Indiana Beach Seoul Land Dream World | États-Unis Corée du Sud Philippines | Parcours scénique interactif |                                         |
| E.T. Adventure                            | Universal Studios Florida Universal Studios Hollywood Universal Studios Japan                                                                               | États-Unis Japon                    | Parcours scénique            | 1990 1991-2003 2001-2009                |
| El Ultimo Minuto                          | Dinopolis | Espagne                             | Parcours scénique            |                                         |
| Frankenstein's Castle                     | Indiana Beach | États-Unis                          | Réhabilitation               |                                         |
| Ghost Blasters                            | Castle Park Great Canadian Midway Nickelodeon Universe Santa Cruz Beach Boardwalk                                                                           | États-Unis Canada États-Unis        | Parcours scénique            |                                         |
| Ghost Blasters II                         | Elitch Gardens | États-Unis                          | Parcours scénique interactif | 2008                                    |
| Ghost Hunt                                | Lake Compounce | États-Unis                          | Parcours scénique interactif | 1999                                    |
| The Great Pistolero Roundup,              | Family Kingdom Frontier City | États-Unis                          | Parcours scénique interactif |                                         |
| Gobbler Getaway                           | Holiday World & Splashin' Safari | États-Unis                          | Parcours scénique interactif | 2006                                    |
| Haunted Hotel                             | Myrtle Beach Pavilion | États-Unis                          | Réhabilitation               |                                         |
| Jocco's Mardi Gras Madness                | Six Flags New Orleans | États-Unis                          | Parcours scénique interactif | 2000                                    |
| Justice League: Alien Invasion 3D         | Warner Bros. Movie World | Australie                           | Parcours scénique interactif | 2012                                    |
| Justice League: Battle for Metropolis     | Six Flags Over Texas Six Flags St. Louis Six Flags México Six Flags Great America Six Flags Over Georgia Six Flags Great Adventure Six Flags Magic Mountain | États-Unis Mexique États-Unis       | Parcours scénique interactif | 2015 2016 2017                          |
| Labyrinth of the Minotaur                 | Terra Mítica | Espagne                             | Parcours scénique interactif | 2000                                    |
| Laser Raiders                             | Legoland Windsor | Angleterre                          | Parcours scénique interactif | 2009                                    |
| Lost Kingdom Adventure                    | Legoland California Legoland Florida Legoland Malaysia Legoland Deutschland                                                                                 | États-Unis Malaisie Allemagne       | Parcours scénique interactif | 2008 2011 2012 2013                     |
| Mine of Lost Souls                        | Canobie Lake Park | États-Unis                          | Rethématisation              |                                         |
| Nights in White Satin: The Trip           | Freestyle Music Park | États-Unis                          | Parcours scénique            | 2008-2009                               |
| North Pole Adventure                      | Happy Valley (Chengdu) Happy Valley (Shenzhen) Happy Valley (Shanghai)                                                                                      | Chine                               | Parcours scénique interactif | 2009                                    |
| Reese's Xtreme Cup Challenge              | Hersheypark | États-Unis                          | Parcours scénique interactif | 2006                                    |
| Scooby-Doo's Haunted Mansion              | Canada's Wonderland Carowinds Kings Dominion Kings Island                                                                                                   | Canada États-Unis                   | Parcours scénique interactif | 2000-2009 2001-2009 2004-2009 2003-2009 |
| Scooby-Doo Adventure                      | Parque Warner Madrid | Espagne                             | Parcours scénique interactif | 2005                                    |
| Scooby-Doo! Ghostblasters                 | Six Flags Fiesta Texas Six Flags St. Louis | États-Unis                          | Parcours scénique interactif | 2002-2018 2002-2014                     |
| The Temple                                | Legoland Billund | Danemark                            | Parcours scénique interactif | 2010                                    |
| Ye Old Mill                               | Playland | États-Unis                          | Réhabilitation               |                                         |
| Yosemite Sam and the Gold River Adventure | Six Flags Over Texas | États-Unis                          | Réhabilitation               | 1992                                    |
| Zombie Paradise                           | Tokyo Dome | Japon                               | Parcours scénique            |                                         |